# Sommerleseclub
Der Sommerleseclub (SLC) ist eines der größten Leseförderprojekte in Nordrhein-Westfalen. Der SLC wird vom Kultursekretariat NRW Gütersloh in Zusammenarbeit mit den teilnehmenden Bibliotheken umgesetzt und vom Ministerium für Kultur und Wissenschaft des Landes NRW gefördert. Der SLC eröffnet ein außerschulisches Feld, in dem Lesefreude, Spaß und Kreativität im Vordergrund stehen. 2019 wurde das neue, innovative und digitale Konzept eingeführt.

## Konzept
Der Sommerleseclub setzt auf Kreativität, Teamwork und Kommunikation. Leser aller Altersgruppen – Freunde, Familien, Nachbarn – können gemeinsam als Team teilnehmen. Sie sammeln über die Sommerferien gelesene Bücher, Hörbücher und besuchte literaturbasierte Veranstaltungen, die in der Bibliothek stattfinden. Für die erfolgreiche Teilnahme beteiligt sich jedes Teammitglied mit mindestens einer Aktivität, sodass auch „Wenig-Leser“ motiviert sind am Sommerleseclub teilzunehmen.
Das Team-Logbuch enthält kreative Aufgaben, die als Team oder einzeln gelöst werden können. Für Bibliotheken, die ihr digitales Angebot ausweiten möchten, gibt es ein Online-Logbuch für den Sommerleseclub. Mit Themenseiten bestückt, bieten Team-Logbuch als auch Online-Logbuch kreative Herausforderungen, spielerische Aufgaben und Gesprächsanlässe. Die Bibliothek wird zum Begegnungs- und Verweilort für die Team-Mitglieder: Viele Teams treffen sich in der Bibliothek, um gemeinsam Aufgaben zu Bücherhelden, Fotostorys, Logos und weitere zu bearbeiten. Die Kategorien des Logbuchs können auch zum Abschluss des Sommerleseclubs eine Rolle spielen. Bei einer Oskar-Verleihung werden besonders kreative Umsetzungen mit „Lese-Oskars“ prämiert und Urkunden an alle erfolgreichen Teilnehmer verliehen.

## Geschichte
Die Stadtbibliothek Brilon führte in den Sommerferien 2002 den Sommerleseclub als Baustein ihres Programms zur Förderung der Lesekompetenz bei Kindern und Jugendlichen ein. Vorbild war der „Summer Reading Club“ der Stadtbibliothek Los Angeles, den die Leiterin der Stadtbibliothek Brilon, Ute Hachmann, während einer Hospitation im Jahr 2001 kennenlernte. Im Rahmen des „Internationalen Bibliotheksstipendiums“ der Bertelsmann-Stiftung und BI-International wurde dieses Angebot als Modellprojekt für Deutschland in Brilon installiert.
Im Sommer 2005 übernahm das Kultursekretariat NRW Gütersloh mit Sondermitteln des Landes Nordrhein-Westfalen die finanzielle Förderung, die organisatorische Federführung des Projekts und die Verbreitung im Land. Das Projekt beruhte zu der Zeit hauptsächlich auf Entleihungen neu erschienener Bücher und richtete sich ausschließlich an Kinder und Jugendliche ab der 5. Klasse.
In einer zweijährigen Pilotphase von 2017 bis 2018 erprobte das Kultursekretariat NRW Gütersloh gemeinsam mit zwölf Bibliotheken neue lesefördernde Modelle, um den Sommerleseclub weiterzuentwickeln und neue Zielgruppen anzusprechen. Entstanden ist das oben beschriebene, neue Konzept, das im Jahr 2018 erstmals beim Deutschen Bibliothekartag der Öffentlichkeit vorgestellt und im Jahr 2019 flächendeckend eingeführt wurde. Beteiligt waren in diesem Jahr 125 Kommunen mit 211 Bibliotheksstandorten.

## Juniorleseclub (JLC)
Von 2008 bis 2019 betreute das Kultursekretariat NRW Gütersloh den Juniorleseclub (JLC) als „kleinen Bruder“ des Sommerleseclubs. Der JLC war ein Leseförderprojekt für Grundschüler, das sich zeitlich und konzeptionell an dem Sommerleseclub orientierte, aber speziell auf die jüngere Zielgruppe abgestimmt war. Ziel war es, Kinder frühzeitig für Literatur und für das Lesen zu begeistern, insbesondere außerhalb des Schulalltags. Dafür erhielten die jungen Leser einen Clubausweis, ein Leselogbuch und bei drei gelesenen Büchern eine Urkunde. Im Jahr 2019 wurde der Juniorleseclub letztmals durchgeführt, da die Zielgruppe nun von dem neuen Sommerleseclub-Konzept abgedeckt wird. An der letzten Durchführung waren 17 Bibliotheken beteiligt.